# Okręg Montbard
Okręg Montbard (fr. Arrondissement de Montbard) – okręg we wschodniej Francji. Populacja wynosi 64 200.

## Podział administracyjny
W skład okręgu wchodzą następujące kantony:
- Aignay-le-Duc,
- Baigneux-les-Juifs,
- Châtillon-sur-Seine,
- Laignes,
- Montbard,
- Montigny-sur-Aube,
- Précy-sous-Thil,
- Recey-sur-Ource,
- Saulieu,
- Semur-en-Auxois,
- Venarey-les-Laumes,
- Vitteaux.